# 森口哲夫 (野球)
森口 哲夫（もりぐち てつお、1935年5月3日 - ）は、福島県出身の元プロ野球選手。ポジションは投手。

## 来歴・人物
福島商在学中は、3年夏の1953年に東北大会準決勝にて、米沢西高（現・米沢興譲館高）の皆川睦雄（のち南海）と投げ合い、9回裏に1点を取られて惜敗。甲子園出場を果たすことができなかった。高校卒業後は福島郵便局に入庁し、郵便局では一塁手として、1954年秋に開催された全国郵政野球大会で全国制覇を達成した。郵政大会での活躍が道仏訓の目に留まり、大映スターズへの推薦という形で、1955年に入団した。
速球とドロップを持ち味としていた。1955年5月17日のトンボ戦（川崎球場）でプロ初先発し、初勝利を挙げた。同年5月28日のトンボ戦（川崎球場）では7回までパーフェクトに抑える好投を見せた。翌1956年には自己最多の58試合・33先発登板の記録を残した。大映の弱さもあって勝ち星はなかなか恵まれなかったが、主戦投手として活躍。1957年には開幕投手に抜擢された。しかし、1957年より成績は急降下し、二度とプロ野球界で勝つ事はできなかった（引退までに8連敗している）。1958年に阪急ブレーブスに移籍し、同年末に引退。
プロ野球引退後は、社会人野球の強豪・日本楽器に入団。投手として在籍した後、監督に就任。1967年の都市対抗野球では引き分け再試合を含め、7試合80イニングという激闘を戦い抜いた末、準優勝（決勝では、平松政次〈のち大洋〉擁する日本石油に敗退）に輝き、小野賞を受賞した。日本楽器時代の教え子に中野孝征（この大会で久慈賞受賞。のちヤクルト）、川島勝司（のち野球日本代表監督）がいる。

## 詳細情報

### 年度別投手成績
| 年 度    | 球 団    | 登 板 | 先 発 | 完 投 | 完 封 | 無 四 球 | 勝 利 | 敗 戦 | セ 丨 ブ | ホ 丨 ル ド | 勝 率 | 打 者 | 投 球 回 | 被 安 打 | 被 本 塁 打 | 与 四 球 | 敬 遠 | 与 死 球 | 奪 三 振 | 暴 投 | ボ 丨 ク | 失 点 | 自 責 点 | 防 御 率 | W H I P |
| -------- | -------- | ----- | ----- | ----- | ----- | -------- | ----- | ----- | -------- | ----------- | ----- | ----- | -------- | -------- | ----------- | -------- | ----- | -------- | -------- | ----- | -------- | ----- | -------- | -------- | ------- |
| 1955     | 大映     | 34    | 13    | 4     | 0     | 0        | 3     | 6     | --       | --          | .333  | 541   | 128.0    | 107      | 3           | 62       | 3     | 0        | 58       | 4     | 0        | 47    | 36       | 2.53     | 1.32    |
| 1956     | 大映     | 58    | 33    | 4     | 0     | 0        | 5     | 18    | --       | --          | .217  | 917   | 223.2    | 208      | 12          | 59       | 2     | 4        | 105      | 4     | 0        | 89    | 74       | 2.97     | 1.19    |
| 1957     | 大映     | 23    | 8     | 1     | 0     | 0        | 0     | 7     | --       | --          | .000  | 269   | 59.2     | 66       | 1           | 24       | 1     | 0        | 36       | 2     | 0        | 39    | 31       | 4.65     | 1.51    |
| 1958     | 阪急     | 16    | 0     | 0     | 0     | 0        | 0     | 1     | --       | --          | .000  | 141   | 32.0     | 35       | 4           | 12       | 1     | 2        | 20       | 1     | 0        | 21    | 18       | 5.06     | 1.47    |
| 通算:4年 | 通算:4年 | 131   | 54    | 9     | 0     | 0        | 8     | 32    | --       | --          | .200  | 1868  | 443.1    | 416      | 20          | 157      | 7     | 6        | 219      | 11    | 0        | 196   | 159      | 3.22     | 1.29    |

### 背番号
- 33 （1955年 - 1957年）
- 32 （1958年）